# Mercado Iván Montenegro
El Mercado Iván Montenegro es uno de los principales centros de comercio popular del este de la ciudad de Managua, Nicaragua. Reconocido por su actividad agroalimentaria, es uno de los lugares clave para la distribución de productos agrícolas frescos provenientes de distintas regiones del país.

## Historia
Este mercado fue fundado en la década de 1970 como parte del proceso de expansión urbana del este de Managua, y lleva el nombre del líder sindicalista Iván Montenegro, asesinado en 1967 durante una huelga obrera. Desde entonces, ha sido un importante eje económico para los barrios circundantes.

## Infraestructura y productos
El mercado ocupa alrededor de 8 hectáreas y cuenta con más de 1,500 comerciantes distribuidos en tramos fijos y semifijos. Es reconocido por ser un centro mayorista y minorista de frutas, verduras, granos básicos, carnes, mariscos, lácteos, así como por su sección de flores, productos de granja y artículos de uso doméstico. También se encuentran talleres mecánicos, reparaciones y tramos de artículos para el hogar.
El mercado cuenta con servicios sanitarios, vigilancia, sistema de recolección de residuos y un centro de acopio para productos perecederos 

## Transporte y conectividad
El mercado es atendido por numerosas rutas de buses de Managua como la 104, 154, y 210, y también por microbuses y taxis colectivos. Su cercanía a la Pista Juan Pablo II y su ubicación estratégica lo hacen accesible desde diversos barrios como Villa Libertad, Ducualí, Santa Rosa y el reparto Schick.

## Retos y proyectos de mejora
El Mercado Iván Montenegro ha enfrentado desafíos como saturación, ventas ambulantes, falta de techado en algunas zonas y deterioro de infraestructura. La Alcaldía de Managua y COMMEMA han ejecutado trabajos de mantenimiento, pavimentación de pasillos, mejoras en el drenaje y campañas de higiene.